# Rudi Wascher
Rudi Wascher, eigentlich Rudolf Wascher (* 2. Juni 1904 in Hirschburg (bei Ribnitz); † 1. Februar 1956 in München) war ein deutscher Politiker. Von 1931 bis 1933 war er Sekretär der KPD, nach dem Zweiten Weltkrieg Stadtverordneter in Köln und Mitglied des Landtages in Nordrhein-Westfalen. 

## Leben
Der gelernte Bauarbeiter wurde in jungen Jahren Mitglied der KPD. Von etwa 1927 bis 1933 lebte er in Bad Honnef. Hier engagierte er sich gemeinsam mit Wilhelm Pinnecke politisch und war 1929 Kandidat für den Kreistag des Siegkreises. Ein Jahr später wurde er bei den Reichstagswahlen im Wahlkreis Köln-Aachen aufgestellt. Von 1931 bis 1933 fungierte er als Parteisekretär des Unterbezirks Trier. Bei der Reichstagswahl 1932 trat er als Kandidat im Wahlkreis Koblenz-Trier an. 
Als Gegner des Nationalsozialismus entging Wascher im März 1933 der Verhaftung, indem er durch ein Fenster seiner Wohnung vor den Polizeibeamten flüchtete, die ihn zur Vernehmung abholen wollten. Über Holland gelangte er nach Frankreich. In Toulouse, Lyon und im Maquis bekämpfte er gemeinsam mit seiner Ehefrau Maria und anderen deutschen Kommunisten die Nationalsozialisten aus dem Untergrund. Das Ehepaar Wascher gehörte zur Travail allemand der Französischen Kommunistischen Partei und zur Résistance und war Verbindungsmann der KPD-Westleitung zu deutschen Kämpfern im Maquis. Versteckt und beschützt wurden die Familie Wascher (mit den Kindern Willy und Sonja) während dieser Zeit von Herrn Marius Bouvet (26. Februar 1944 hingerichtet von der Gestapo / Savoi-Leman) und seiner Familie.
Nach dem Krieg kehrte Wascher nach Deutschland zurück. Er war vom 2. Oktober 1946 bis zum 13. Juni 1952 Mitglied des Landtages von Nordrhein-Westfalen und von 1948 bis 1950 Stadtverordneter in Köln. Während dieser Zeit war er Sekretär der Landesleitung der KPD in Nordrhein-Westfalen und Mitglied der IG Bau. Rudolf Wascher hatte Sohn Willy und Tochter Sonja.